# Cäsar Joseph von Lentulus
Cäsar Joseph von Lentulus (* 25. Mai 1683 in Corcelles-sur-Chavornay; † 29. Mai 1744 in Kronstadt in Siebenbürgen) war Bürger von Bern, kaiserlicher Feldmarschall-Lieutenant und zuletzt Kommandant der Festung Kronstadt.

## Leben

### Herkunft
Seine Eltern waren Rupert Scipio von Lentulus (1650–1722) und Johanna Rosina Morlo (1660–1723). Sein Vater war 1702 vom Markgrafen von Brandenburg-Bayreuth zum Kommandanten von Erlangen und Oberamtmann des Stifts Frauenaurach.

### Karriere
Cäsar Joseph von Lentulus kam am 11. April 1702 als Edelknabe an den Hof des Markgrafen von Brandenburg-Bayreuth. Als solcher nahm er auch an der Belagerung von Landau im Jahr 1704 teil. 1705 wurde er Leibpage und 1706 Hofjunker und Leutnant bei den Trabanten. 1707 wurde er Kapitän-Lieutenant und ging mit dem Dragoner-Regiment in kaiserliche Dienste. Am 27. August 1711 wurde er zum Kämmerer ernannt.
im Jahr 1726 wurde er zum Obristwachtmeister befördert und erhielt vom Markgrafen Georg Wilhelm den Orden „Sincerität“. Am 20. April 1727 wurde er Oberstleutnant im Regiment, 1733 wurde er zum Obersten und Regimentskommandeur befördert. Während des Polnischen Erbfolgekriegs machte er 1734 und 1735 die Feldzüge an den Rhein gegen Frankreich mit. Anschließen kämpfte er im Türkenkrieg und zeichnete sich dabei in Novi Pazar sehr aus. Anschließend konnte er sich über das Gebirge nach Usiza zurückziehen, ohne dabei einen Mann zu verlieren. Dafür wurde er am 28. April 1738 zum Generalfeldwachtmeister ernannt und 1739 in den Freiherrenstand erhoben.
Im Ersten Schlesischen Krieg wurde er in der Schlacht bei Mollwitz schwer verletzt. Anschließend war er Vertreter der Kaiserin bei den Verhandlungen zum Austausch der Kriegsgefangenen. Danach wurde er als Kommandant in die Festung Kronstadt versetzt. Dort wurde er noch am 20. November 1743 zum Feldmarschall-Lieutenant befördert bevor er am 29. Mai 1744 verstarb. Zuvor hatte er aus den Niederlanden das Angebot erhalten, in den Dienste als General der Kavallerie zu gehen, was er aber ablehnte.

### Familie
Lentulus heiratete 1713 Maria Elisabeth von Wangenheim, die Witwe des Grafen von Lodisano. Das Paar hatte mehrere Kinder, darunter:
- Robert Scipio (* 18. April 1714; † 26. Dezember 1786)

⚭ Maria Anna von Schwerin (1720–1754)
⚭ Julie Rosine von Erlach (* 6. Februar 1711; † 18. Juli 1800)